# Hydrotaea mai
Hydrotaea mai är en tvåvingeart som beskrevs av Fan 1965. Hydrotaea mai ingår i släktet Hydrotaea och familjen husflugor. Inga underarter finns listade i Catalogue of Life.